# Бадаев, Семён Иванович
Семён Ива́нович Бада́ев (1778, Верхи — 21 сентября [3 октября] 1847, Камско-Воткинский завод) — русский металлург, изобретатель, создатель оригинального способа производства высококачественной инструментальной стали.

## Биография
Родился в деревне Верхи Орловского наместничества (ныне Дятьковский район Брянской области). В семье крепостного крестьянина, служил «дворовым человеком» у помещика Рогозина.
Первые известные опыты по производству высокопрочной стали мастер-самоучка начал проводить в 1808 году на Петербургском заводе хирургических инструментов. Бадаев предложил для выплавки стали использовать печь, состоящую из двух отделений: цементационного и собственно тигельного. В первом отделении железо подвергали цементации, а во втором его расплавляли с получением при этом стали. В 1810 году уже были получены первые положительные результаты по отечественному производству инструментальных и штамповых сталей. В дальнейшем за этими сталями закрепилось название «Бадаевской».
За выдающиеся достижение и освобождение России от вынужденного импорта стали правительство России выкупило Бадаева из крепостной зависимости за 3 тысячи рублей у подпоручика Рогозина и наградило золотой медалью на Владимирской ленте. Кроме того, мастеру было предоставлено право самостоятельно выбрать любой казённый завод для последующей работы.
С 1811 года изобретатель продолжил опыты по усовершенствованию стали на одном из лучших заводов своего времени — Камско-Воткинском железоделательном заводе, где была организована специальная промышленная лаборатория (заведение). В 1813 году получил первый офицерский чин — шихтмейстера XIV класса. В 1828 году начал исследования сплавов стали с платиной, получив ряд новых выводов и определив существенные для свойств продукции пропорции. Всю оставшуюся жизнь мастер посвятил производству литой стали, выявлению закономерностей процессов её получения и обработки.
Ежегодно Воткинский завод выплавлял до 2 тысяч пудов бадаевской стали. В 1840 году на Нижегородской ярмарке инструментальная бадаевская сталь и изготовленные из неё инструменты были признаны лучше английских по качеству. Производство стали по методу Бадаева на Воткинском заводе продолжалось до 1930-х годов.
В общей сложности Бадаев проработал на Воткинском заводе более 30 лет и обучил своему мастерству десятки молодых людей.
Умер и похоронен на Воткинском заводе в 1847 году.